# 巨龍船務
巨龍船務有限公司（英語：Macao Dragon Co. Ltd.）是一間曾在2010至2011年期間經營澳門至香港海上客運服務的船公司，啟航時亦是當時第四間行走港澳航線的客輪公司。巨龍船務有限公司是澳門商人吳福與外地商人合資，與愉景灣航運服務有限公司（DBTPL）合作。
巨龍投資10億元購入4艘可載客1152人的新加坡製雙體船，開辦香港上環港澳碼頭到澳門臨時客運碼頭的客運服務。首兩艘高速雙體船原是客、車兩用，不過原本的買家放棄購入，後來由巨龍購入，將全船改為客艙，可容納約1152位乘客，比當時其他港澳客輪船隻的載客量高超過一倍。船內設有相對同類公司較獨特的設施，如網絡咖啡室等。不過另外2艘雙體船最終不曾抵港。
在2010年1月7日，包括巨龍船務在內的5間渡輪公司獲澳門特區政府港務局發出營運准照，船公司需要在准照發出後半年內開航，否則准照將會被取消。最後，巨龍船務趕及在限期前，於2010年7月10日正式開航。
位於信德中心的售票處地址為：香港上環干諾道中168-200號信德中心304A室。船票亦可在公司官方網頁及旅行社購買。
2011年8月30日巨龍船務被香港海事處入稟追討由2011年6月9日至8月3日拖欠的輪船停泊費及乘客上船費，合共188萬港元。
2011年9月14日晚上，巨龍船務突然宣布翌日起終止香港至澳門的客運服務，並決定將公司自動清盤。估計有超過2萬張已售出船票受影響，包括2011年4月及8月與香港團購網站Groupon推出的特惠船票。巨龍稱清盤因為澳門港務局限制其每程的載客量至約600至750人，一直不批准調高，令他們無法繼續經營。港務局則反駁指，發牌時已經清楚例明載客量上限。
2011年10月6日，澳門港務局決定廢止巨龍船務的海上客運准照，其所付的200萬保證金也被沒收。也成為海上客運法規自2009年10月實施以來，首間被澳門港務局廢止海上客運准照的港澳渡輪公司。

## 停辦前的服務航線

### 停辦前的船期表
| 香港開 | 澳門開 |
| ------ | ------ |
| 08:00  | 09:30  |
| 09:00  | 10:45  |
| 11:00  | 13:15  |
| 14:30  | 16:00  |
| 15:15  | 17:00  |

註：粗體字為非固定航班（視乎情況而定）

## 泊位位置
- 香港：上環港澳客輪碼頭原快達輪泊位（11號泊位，海安號登岸浮躉）
- 澳門：氹仔臨時客運碼頭T3泊位

## 船隊
巨龍船務有限公司營運期内有2艘新加坡「Marinteknik」（「海威造船」）65米高速雙體船，船隊的船身主要顏色為白色。巨龍船務有限公司在2008年追加訂單增訂2艘同類的雙體船，當時曾預計所有新船在2012年前完全付運，令同類的船隻之數量增加至4艘，但第三、四艘新船最終不曾抵港。
| 船名           | 圖片 | 產地   | 型號                       | 出廠年份 | 定員   | 備註               | 航速（取小數點後一個位） | 船殼號碼 |
| 神龍Shen Long  |      | 新加坡 | 噴射鋁合金雙體船（65米）   | 2008年   | 1152人 | 已轉往廣西北海服役 | 37.5節                   | 189      |
| 天龍Tian Long  |      | 新加坡 | 噴射鋁合金雙體船（65米）   | 2008年   | 1152人 | 已轉往廣西北海服役 | 37.5節                   | 190      |
| 皇龍Huang Long |      | 新加坡 | 噴射鋁合金雙體船（63.5米） | 2008年   | -      | 付運取消           | -                        | 191      |
| 蟠龍Pan Long   |      | 新加坡 | 噴射鋁合金雙體船（63.5米） | 2008年   | -      | 付運取消           | -                        | 192      |

### 船隊技術說明
新加坡「海威船廠」巨型雙體噴射客輪　
- 種類：噴射鋁合金雙體船
- 載客量：總數1152人
- 造船商：Marinteknik Shipbuilders（S）PTE LTD. （海威造船（新加坡））
- 船身長度：
  - 神龍、天龍：64.88米
  - 皇龍、蟠龍：63米
- 船寬：16米
- 最高航速：37.5節
- 吃水深度：1.60米
- 主機：4 x MTU 16V4000 M70
- 噴水推進系統：4 x MJP J850R QD
- 註冊港口：香港
- 船級社：Lloyd's Register of Shipping（LLOYDS）100 A1 SSC Passenger（B）Catamaran HSC G4

## 客位級別
巨龍船務的客位級別分為四個類別，包括貴賓室（VIP Cabin）、頭等位（First Class）、商務位（Business Class）以及經濟位（Economy Class）。以上客位級別分別曾稱巨龍貴賓室（Dragon Suite）、頭等客位（First Class）、經濟客位（Premium Economy Class）以及實惠客位（Economy Class）。

## 特有設施
- 網吧及Wi-Fi
- 25個40至50吋液晶顯示電視
- 巨龍貴賓室設有插座連接到2個32吋液晶顯示器及輕觸式操作
- 2個小食亭提供各式小食
- 星巴克咖啡
- 斐濟水

## 意外
- 在首航日，2010年7月10日，巨龍一班由香港往氹仔的航班，在下午一時許停泊氹仔臨時客運碼頭時發生輕微碰撞，渡輪的防撞膠受損，需要維修，事件中無人受傷。但渡輪服務需要暫停[9]，至7月12日下午5時恢復服務。[10]
- 2010年10月10日早上，巨龍一班由氹仔開往香港的客船在氹仔臨時客運碼頭與另一艘無人客船發生擦碰，當時船上載有54名乘客，無人受傷；而客船有輕微擦損痕跡，其他各樣運作正常，事故懷疑是客船駛離碼頭時受海面風浪影響。該船最後獲港務局准許按航班表於下午載客前往香港。[11]
- 2011年7月21日，巨龍一班於早上11時由香港往氹仔的「天龍號」航班，當大約45分鐘後駛至大嶼山分流附近海域時疑因機件故障突然慢速航行，及後折返上環港澳碼頭，導致船上741名乘客行程受阻，部分人更因此而退票，取消行程。另一方面，船公司安排其他乘客轉乘另一客船“神龍號”，繼續行程。